# Euhalidaya valparadisi
Euhalidaya valparadisi är en tvåvingeart som först beskrevs av Cortes 1968.  Euhalidaya valparadisi ingår i släktet Euhalidaya och familjen parasitflugor. Inga underarter finns listade i Catalogue of Life.